# Площадь Станислава
Площадь Станислава (Place Stanislas, в просторечии Place Stan) — обширная (125 на 126 метров) площадь во французском городе Нанси, бывшей столице герцогства Лотарингия, созданная в 1752—1755 годах по инициативе последнего лотарингского герцога, Станислава Лещинского, в честь его зятя, Людовика XV. Это один из самых крупных в Европе градостроительных проектов эпохи позднего барокко.
«Королевская площадь» с бронзовым памятником Людовику XV в центре была разбита по проекту Эммануэля Эре де Корни (1705—1763) между зданиями городского совета (ратуши) и лотарингского правительства и замощена светло-серыми булыжниками, сгруппированными в диагональные узоры. Её стороны образовали здания, выдержанные в стиле раннего французского неоклассицизма, — такие как епископский дворец (ныне Национальная опера Лотарингии) и школа лекарей (ныне музей изящных искусств).
Площадь Станислава образует единый градостроительный ансамбль с Плас-де-ла-Карьер и Плас-д’Альянс, с которыми её соединяют полукруглые колоннады и триумфальная арка, воспроизводящая формы античной арки Септимия Севера в Риме. Площадь украшают изящно-лёгкие золочёные решетки, фонтаны и фонари — выдающиеся памятники художественного литья мастерской Жана Ламура.
С началом революции статуя короля была низвержена и заменена аллегорией Победы, а сама площадь переименована из Королевской сначала в Народную, а потом — в площадь Наполеона. После Июльской революции (1830) она получила своё нынешнее название. Тогда же на ней появился бронзовый памятник Станиславу Лещинскому.
В 1983 году, когда ЮНЕСКО признало ансамбль из трёх площадей эпохи Лещинского памятником Всемирного наследия, значительная часть Плас-Станислас использовалась как автостоянка. К 250-летию создания площади на основании архивных материалов XVIII века были проведены дорогостоящие (9 млн евро) реставрационные работы, а сама площадь и прилегающая к ней территория были объявлены пешеходной зоной.

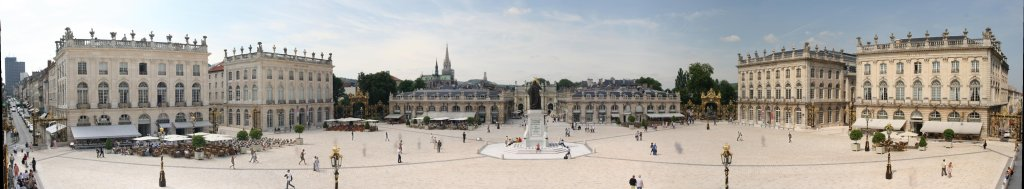
Площадь после реставрации 2004—2005 годов.

## Родственные проекты
- Площадь Согласия — в Париже
- Площадь Кенконс — в Бордо